# Megamelus angulatus
Megamelus angulatus är en insektsart som beskrevs av Henry Fairfield Osborn 1905. Megamelus angulatus ingår i släktet Megamelus och familjen sporrstritar. Inga underarter finns listade i Catalogue of Life.